# Sejerø Bugt

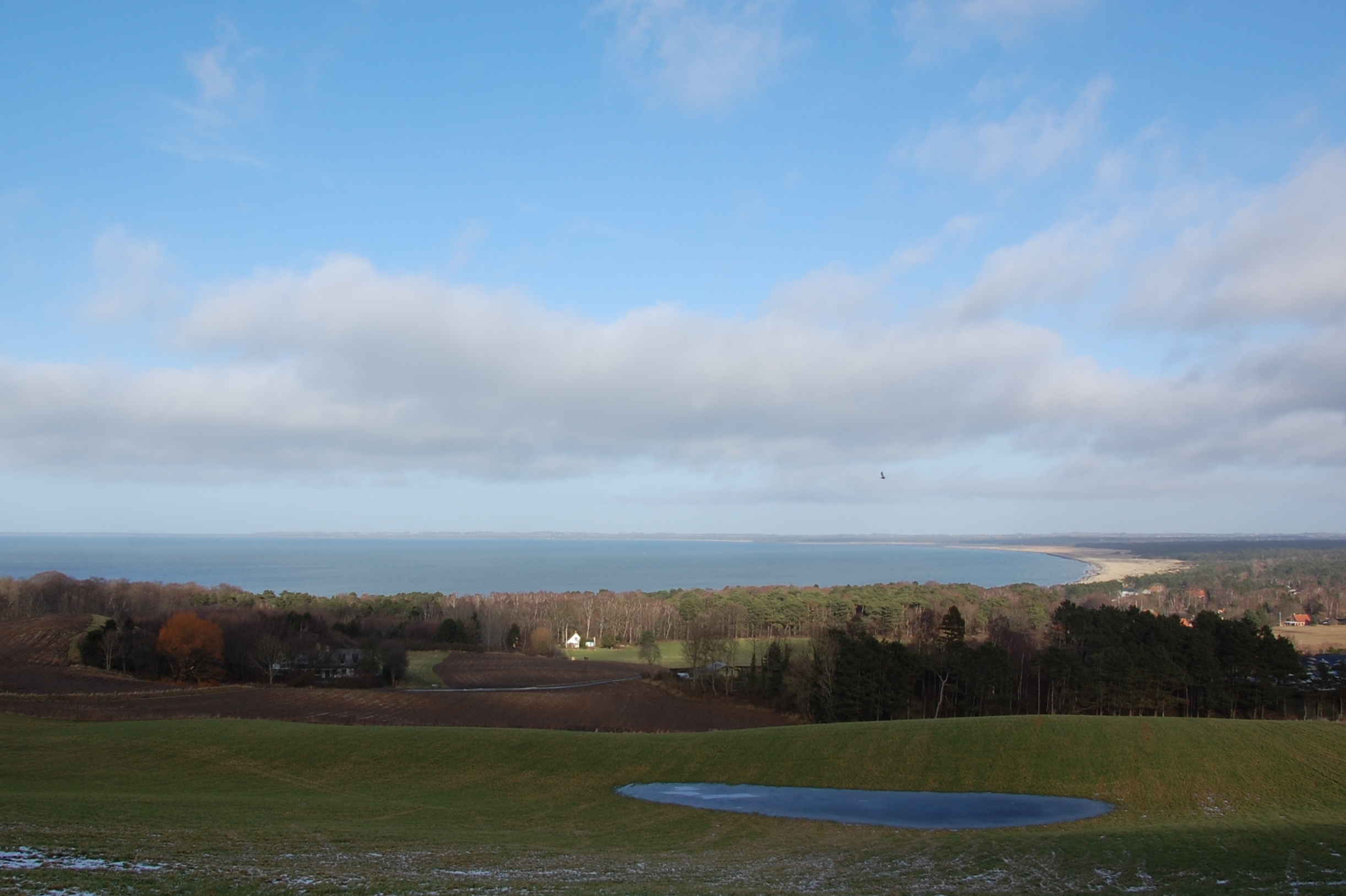
Vy över Sejerø Bugt från sydost

Sejerø Bugt är vik av Kattegatt i Region Sjælland i Danmark.  Den ligger mellan halvön Røsnæs och Sjællands Odde. 
Bukten har sitt namn efter ön Sejerø, som ligger ungefär mitt i bukten. Sejerø Bugt har pekats ut till Ramsarområde och ingår i Natura 2000-området nr. 154 "Sejerø Bugt, Saltbæk Vig, Bjergene, Diesebjerg og Bollinge Bakke".
Innanför Sejerø Bugt ligger Trundholm Mose, där en bonde vid plöjning 1902 hittade Solvognen, numera i Nationalmuseet i Köpenhamn. Den numera dränerade mossen uppkom efter det att stormar i forntiden åstadkommit strandvallar, som snört av den innersta delen av Sejerø Bugt.